# Колонна-Валевский, Александр
Граф Алекса́ндр Флориа́н Жозе́ф Коло́нна-Вале́вский (фр. Alexandre Florian Joseph Colonna Walewski, пол. Aleksander Florian Józef Colonna-Walewski, 4 мая 1810[…], Валевице, Варшавское герцогство — 27 сентября 1868[…], Страсбург, Вторая французская империя) — французский политик и дипломат, непризнанный внебрачный сын французского императора Наполеона I.
Наиболее известен своей должностью министра иностранных дел Франции при своем двоюродном брате Наполеоне III, и своими дипломатическими усилиями на Парижском конгрессе, который положил конец Крымской войне и заложил основу современного международного морского права подписанием Парижской декларации о морском праве.

## Биография
Валевский родился 4 мая 1810 года в Валевице, недалеко от Варшавы, в семье графини Марии Валевской и её мужа Анастазия, графа Валевского. По слухам, он был непризнанным сыном Наполеона I, хотя Анастазий признавал его своим собственным сыном. Опубликованная в 2013 году генетическая ДНК-экспертиза показала принадлежность Александра Валевского к мужской линии императорского дома Бонапартов.
После смерти матери в 1817 году Валевский был привезён дядей Теодором Марцином Лончиньским в Кернозю в Польше.
В 1820—1824 годах он учился в Женеве. В 1824 году Валевский вернулся в Польшу, отклонил предложение великого князя Константина Павловича стать его личным адъютантом. За ним стала присматривать русская полиция. В четырнадцать лет он отказался вступить в русскую императорскую армию и бежал в Лондон, а затем в Париж, где французское правительство отклонило требования императора Александра I о его экстрадиции в Россию.
Выполнял политические поручения французского министра иностранных дел Ораса де Себастьяни во время Польского восстания 1830—1831 годов. 13 февраля 1831 года в чине адъютанта принял участие в сражении при Грохове. За относительно победную для польского войска битву Александр получил военный крест.
После разгрома Польского восстания Александр вернулся в Париж, был зачислен капитаном во французскую армию. Выполнял дипломатические поручения Франции в разных странах:
- С 22 февраля 1848 года — полномочный министр в Копенгагене.
- С 21 января 1849 года — Чрезвычайный и Полномочный Посол Франции во Флоренции[8];
- С 1850 года — Чрезвычайный и Полномочный Посол Франции в Неаполе;
- С 1851 года — Чрезвычайный и Полномочный Посол Франции в Мадриде, позже в Лондоне[8].

Заслугой Валевского является признание Великобританией Наполеона III императором Франции, что поначалу не устраивало британских политиков. Обеспечил сотрудничество Великобритании и Франции в Крымской войне.
Реальная политическая карьера началась после прихода к власти Луи-Наполеона Бонапарта:
- С 26 апреля 1855 года — сенатор.
- С 7 мая 1855 по 4 января 1860 года — министр иностранных дел Франции. Он был представителем Французской империи на Парижском конгрессе в 1856 году. Во время переговоров он стал кавалером Большого креста ордена Почётного легиона.
- В 1856 году — председатель Совета Парижа[8].
- С 1858 года — член Тайного совета.
- С 23 ноября 1860 года до 23 июня 1863 года — государственный министр.
- В 1860—1863 годах — министр изящных искусств Франции. 21 июля 1862 года заложил первый камень в основание здания Парижской оперы.
- С 1865 года по 1867 год — президент Законодательного корпуса Франции.
- С 1867 года — сенатор.

В 1868 году был избран членом Академии изящных искусств.
27 сентября 1868 года, возвращаясь из длительной поездки по Германии, Валевский умер в страсбургской гостинице от инсульта. Похоронен на кладбище Пер-Лашез в Париже.

## Награды
- Орден Почётного легиона, большой крест (1856)
- Орден Почётного легиона, великий офицер
- Орден Почётного легиона, командор
- Королевский венгерский орден Святого Стефана, большой крест (Австрия, 1856)[12]
- Орден Святого Губерта (Королевство Бавария)
- Орден Спасителя, большой крест (Греция)
- Орден Данеброг, большой крест (Дания)
- Крест Чести и Преданности (Мальтийский орден, 1847)
- Орден Святого Януария (Королевство Обеих Сицилий)
- Константиновский орден Святого Георгия (Пармское герцогство)
- Орден Virtuti Militari, золотой крест (Царство Польское, 3.03.1831)[13]
- Орден Непорочного зачатия Девы Марии Вилла-Викозской, большой крест (Португалия)
- Орден Чёрного орла (Пруссия)
- Орден Святого Андрея Первозванного (Россия, 26.01.1857)[14]
- Орден Святого Александра Невского (Россия, 26.01.1857)
- Высший орден Святого Благовещения (Сардинское королевство, 1859)
- Орден Святых Маврикия и Лазаря, большой крест (Сардинское королевство)
- Орден Святого Иосифа, большой крест (Великое герцогство Тосканское)
- Орден Меджидие 1-го класса (Турция)
- Орден Серафимов (Швеция, 20.12.1855)

## Семья

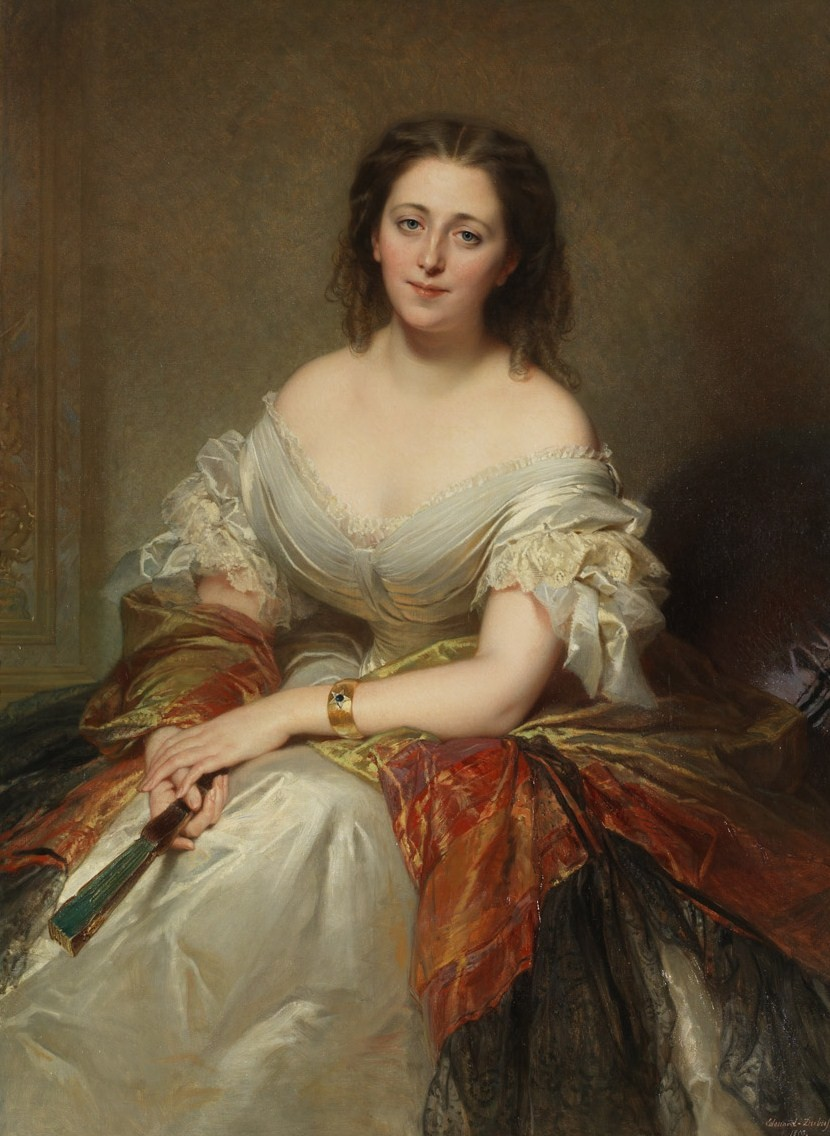
Марианна Колонна, жена (1859)

Первая жена (с 01 декабря 1831) — Каролина Монтегю (1808—1834), дочь Джона Монгегю, 6-го графа Сэндвича. Дети:
- Луиза (1832—1832)
- Жорж (1834—1834)

Вторая жена (с 04 июня 1846) — Мари-Анн (Марианна) де Риччи (1823—1912), внучка князя Станислава Понятовского и дочь итальянского графа Занобио ди Риччи. Была любовницей императора Наполеона III, при этом дружила с его супругой Евгенией. В браке имела 4 детей:
- Изабель (1847—1847)
- Шарль (1848—1916)
- Катрин (1849—1927)
- Эжени (1856—1902)

От связи с трагической актрисой Элизой Рашель имел сына Александра (1844—1898), графа Колонна-Валевского, которого легитимизировал и назначил наследником наравне с законными детьми. Его правнук — нынешний граф Александр Колонна-Валевский (род. 1934).

## Образ в кино
- «Завоевание[англ.]» (США, 1937) — Клив Траубер
- «Наполеон: путь к вершине» (Франция, Италия, 1955) — актёр Клоди Чапелланд[фр.]